# Jesús Tomé
Jesús Tomé (Ciudad Rodrigo, Salamanca (España); 1 de febrero de 1927) es un poeta español. Reside desde 1963 en Puerto Rico.

## Biografía
Realizó sus estudios primarios en su pueblo natal y después pasó su infancia en Salamanca y Zamora. En 1940 inició el estudio de Humanidades. Ingresa en la congregación claretiana en Segovia. Tomó los cursos de Filosofía a partir de 1945, y los de Teología desde 1949. Fue ordenado sacerdote el 3 de mayo de 1953. En 1961 completó estudios de Humanidades Clásicas, con diploma de capacitación pedagógica, en la Universidad Pontificia de Salamanca.
Impartió cursos de Literatura en colegios y seminarios de España. Llegó a Puerto Rico en 1963. Amplió estudios en el Departamento de Estudios Hispánicos de la Universidad de Puerto Rico, donde fue profesor. Dio cursos también en la Católica de Caguas y en el Sagrado Corazón. En Puerto Rico, ha colaborado como crítico literario para conocidas revistas de literatura y periódicos locales Zona Carga y Descarga, Reintegro, La Torre, Mairena, El Reportero, Claridad... Desde 1986 es el editor erudito de la Editorial de la Universidad de Puerto Rico. En los medios editoriales profesionales de la isla es una referencia indispensable, ya que además de su participación en la vida cultural del país y de su obra poética ha sido clave como asesor de libreros y editores.

## Obras
- Mientras amanece Dios (su primer libro de poesía publicado en Caracas) (1955)
- Poetas españoles con tonsura cantan a la Navidad (Venezuela) (1957)
- Hijo de esta Tierra (premio "Lírica Hispana" de Venezuela) (1958)
- Senda del hombre  (1959)
- Traigo esta tristeza (premio "Ciudad de Barcelona") (1960)
- Poemas para un exilio (premio "Luis Palés Matos") (1976)
- La ciudad (premio "Julia de Burgos") (1978)
- Antología (Ciudad Rodrigo-Salamanca) (1981)
- Mitos y Leyendas de Puerto Rico (Ed. Huracán, Puerto Rico) (1985)
- Panorama histórico de la Poesía en Lengua Castellana (Ed. Huracán, Puerto Rico) (1987)
- Como el caer del agua sobre el agua  (1996)
- Veinte poemas desesperados y una canción de amor (1996)
- Poemas de amor (1996)
- Se oye un sueño crecer bajo la arena

Jesús Tomé Poesía Completa (2010)

## Otros trabajos
- Mirar y cantar (una colección de canciones al estilo tradicional), y una colección de coplas populares.
- Ha escrito y publicado ensayos, textos, de crítica literaria y narraciones breves.
- Ha realizado programas en emisoras de radio.
- Colaborador y columnista de prensa.
- Actualmente desempeña trabajos de editor en la Editorial de la Universidad de Puerto Rico.